# 姜宏 (1971年)
姜宏（1971年4月—），女，汉族，辽宁彰武人，中华人民共和国政治人物。1992年1月加入中国共产党，1993年11月参加工作，研究生学历。

## 生平
1993年毕业于哲里木畜牧学院（今属于内蒙古民族大学）畜牧专业。毕业后历任哲里木盟草原站党支部组织委员、政工科科长，盟委考核办盟直考核科副科长，共青团哲里木盟委员会副书记、党组成员，共青团通辽市委员会副书记、党组成员，青联副主席、主席。
2008年12月至2016年5月，历任赤峰市委常委、统战部部长（其间：2009年3月至9月挂职任国家知识产权局办公室副主任）、红山区委书记、组织部部长
2016年5月至2021年2月，历任呼伦贝尔市委副书记、政法委书记，市委党校校长（其间：2017年8月至2018年5月挂职任中央政法委研究室副主任），市政府副市长、代市长、市长、党组书记。
2021年2月，任内蒙古自治区民政厅党组书记。同年3月，任内蒙古自治区民政厅厅长。
2024年8月，因涉嫌严重违纪违法，接受内蒙古自治区纪委监委纪律审查和监察调查。